# Suchohrdly (Znojmói járás)
Suchohrdly település Csehországban, a Znojmói járásban. Suchohrdly Znojmo, Těšetice, Dyje, Dobšice, Tvořihráz, Kuchařovice, Kyjovice és Únanov településekkel határos. Lakosainak száma 1393 fő (2024. január 1.).

## Népesség
A település lakosságának változását az alábbi diagram mutatja:
| Lakosok száma | 436  | 738  | 813  | 989  | 900  | 1146 | 1255 | 1369 | 1369 | 1393 |
|               | 1869 | 1900 | 1921 | 1961 | 1980 | 2011 | 2016 | 2019 | 2021 | 2024 |